# Cryptanthus coriaceus
Cryptanthus coriaceus är en gräsväxtart som beskrevs av Elton Martinez Carvalho Leme. Cryptanthus coriaceus ingår i släktet Cryptanthus, och familjen Bromeliaceae. Inga underarter finns listade i Catalogue of Life.